# فكاهة (علم)

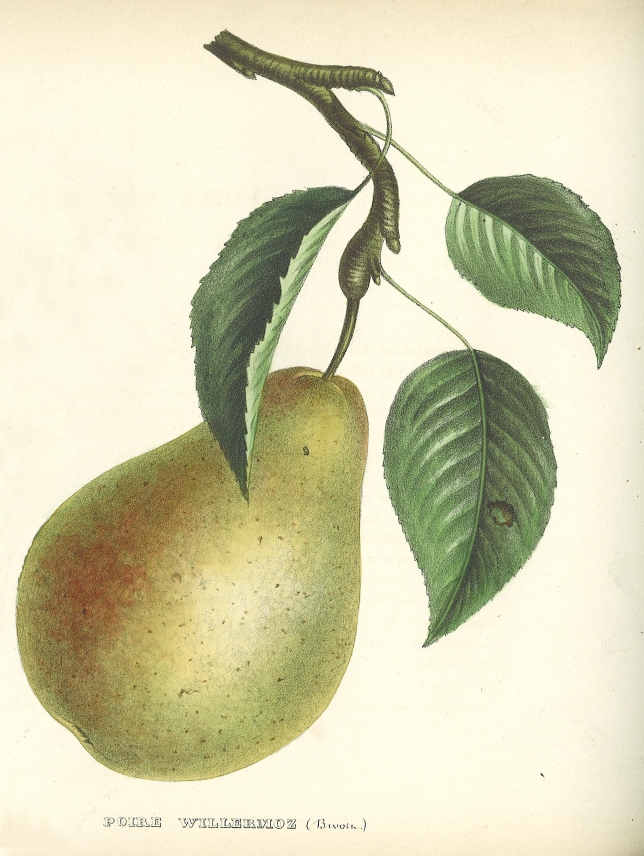
رسم توضيحي للكمثرى "Willermoz" بواسطة الكسندر بيفورت من ألبوم de Pomologie عام (1848-1852)

الفَكَاهة أو علم الأثمار والفواكه أو علم الفاكهة (بالإنكليزية: Pomology) (نقحرة: بومولوجي) فرع من فروع علم النبات يدرس الثمار وزراعتها.
أبحاث بومولوجي تركز بشكل أساسي على تطوير وتعزيز وزراعة الأشجار المثمرة، والدراسات الفسيولوجية للأشجار المثمرة. تشمل أهداف تحسين الأشجار المثمرة إلى تحسين جودة الفاكهة وتنظيم فترات الإنتاج وتقليل تكلفة الإنتاج، المشارك في علم زراعة الفاكهة يسمى الفَكَاهيّ أو عالم زراعة الفاكهة.

## التاريخ
علم دراسة الثمار هو حقل مهم للأبحاث المتعلقة بالدول.

### الولايات المتحدة الأمريكية
خلال منتصف القرن التاسع عشر في الولايات المتحدة، كان المزارعون يقومون بتوسيع برامج بساتين الفاكهة استجابة للأسواق المتنامية، في الوقت نفسه، كان مزارعو البستنة من وزارة الزراعة الأمريكية USDA والكليات الزراعية يجلبون أصنافًا جديدة إلى الولايات المتحدة من البعثات الأجنبية، ويطورون أقسامًا تجريبية لهذه الفاكهة، واستجابةً لهذا الاهتمام والنشاط المتزايد، أنشأت وزارة الزراعة الأمريكية USDA قسم خاص بالزراعة، devision of pomology في عام 1886 وعينَ هنري إي فان ديمان رئيسًا متخصصًا في زراعة النباتات، التركيز المهم للقسم هو نشر تقارير مصورة للأصناف الجديدة ونشر نتائج البحوث لمزارعي الفاكهة ومربيها من خلال المنشورات الخاصة والتقارير السنوية، خلال هذه الفترة، كان أندرو جاكسون داونينج وشقيقه تشارلز عالمين بارزين في علم زراعة البساتين والبستنة، منتجين الفواكه وأشجار الفاكهة في أمريكا (1845).
إن إدخال أنواع جديدة من الفاكهة تطلبَ تصويرًا دقيقًا للفاكهة حتى يتمكن مربو النباتات من توثيق نتائج أبحاثهم ونشرها بدقة، وذلكَ نظرًا لأن استخدام التصوير العلمي لم يكن منتشرًا في أواخر القرن التاسع عشر، كلفت وزارة الزراعة الأمريكية USDA فنانين معتمدون لإنشاء رسوم توضيحية باستخدام الألوان المائية للأصناف التي تم إدخالها حديثًا. تم استخدام العديد من الألوان المائية للنسخ الحجرية في منشورات وزارة الزراعة الأمريكية، مثل تقرير علماء الزراعة والكتاب السنوي للزراعة .
اليوم، يتم الاحتفاظ بمجموعة من حوالي 7700 لوحة مائية في المجموعات الخاصة بالمكتبة الزراعية الوطنية،  حيث تعمل كمصدر تاريخي ونباتي رئيسي لمجموعة متنوعة من الباحثين، بما في ذلك علماء البستنة والمؤرخين والفنانين والناشرين. .

## روابط خارجية
- جمعية بومولوجيكال الأمريكية - أقدم منظمة فواكه في أمريكا الشمالية .
- جمعية بومولوجيكال الألمانية - منظمة الفاكهة الألمانية .